# آگوستین بوبنک
آگوستین بوبنک (انگلیسی: Augustin Bubník; ۲۱ نوامبر ۱۹۲۸ – ۱۸ آوریل ۲۰۱۷) بازیکن هاکی روی یخ، و سیاستمدار اهل جمهوری چک بود.